# Чирах-кала
Чирах-гала (азерб. Çıraq-qala — башня-светильник или крепость-светильник) — исторический и архитектурный памятник в Шабранском районе Азербайджана, приблизительно в 20-25 км к югу от города Шабран близ селения Гала-алты, на высоте 1232 метра над уровнем моря (гора Чарахкая), цитадель Гильгильчайской оборонительной стены на юго-восточном склоне Большого Кавказского хребта. Включён правительством Азербайджана в список архитектурных памятников мирового значения. В 2019 году по распоряжению президента Азербайджанской Республики территория «Чыраггала» и город Шабран были объявлены Государственным историко-культурным заповедником.

## История крепости
Крепость была воздвигнута в VI веке нашей эры. По предположениям специалистов являлась дозорно-смотровым сооружением. Её месторасположение позволяет обозревать большую территорию и предупреждать об угрозе с помощью огней, зажигаемых на башнях. Вероятнее именно это и послужило поводом для её названия: «Чыраггала — Крепость-светильник».
Вместе с Бакинской и Дербентской крепостями входила в мощнейшую систему прикаспийских оборонительных сооружений, являлась основным элементом Гильгильчайской оборонительной стены. Выполняла оборонительную функцию до 18-го века. За последние 200 лет практически разрушена.
Частично крепость была изучена в 1931, 1963-64 и 1980 гг. В середине XX века верхняя часть крепости была реставрирована.

## Архитектура и план
В плане крепость представляет собой неправильный прямоугольник. На северо-востоке к ней примыкают глубокие обрывы. В ходе строительства рельеф местности был использован максимально.
Стены и башни построены из неотёсанных прямоугольных камней разного размера и грубо обработанных небольших каменных блоков. В кладке присутствуют также обожженные кирпичи позднего времени. Состоит крепость из одной главной башни и 16 других башен. Все башни крепости помимо главной башни с примыкающей к ней частью не сохранились в первозданном виде, а лишь частично. Между 2-й, 3-й и 4-й башнями сохранилась также стенная башня.
Башня крепости позволяет обозревать окрестности на десятки километров. Так, к примеру, с главной башни можно ясно обозревать гору Бешбармаг. По предположениям Халилова, здесь в своё время мог находиться постоянный военный гарнизон.
Силуэт, чередование рядов каменной и кирпичной кладки и ребристая фактура делают башню крепости Чирах-кала похожей на Девичью башню в Баку. Нижняя часть крепости соответствуют некоторым раннесредневековым памятникам Закавказья и Средней Азии.

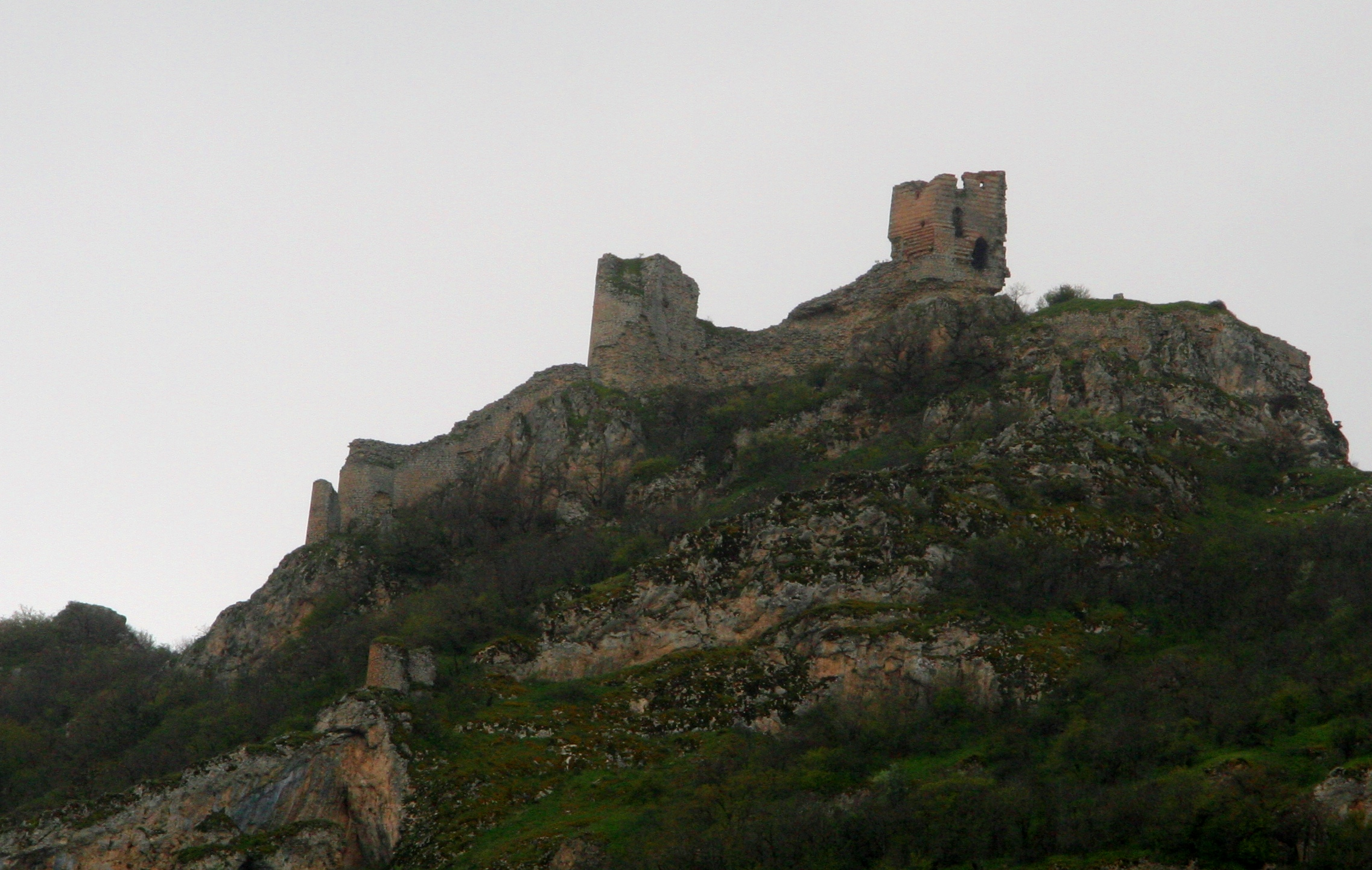
Общий вид крепости
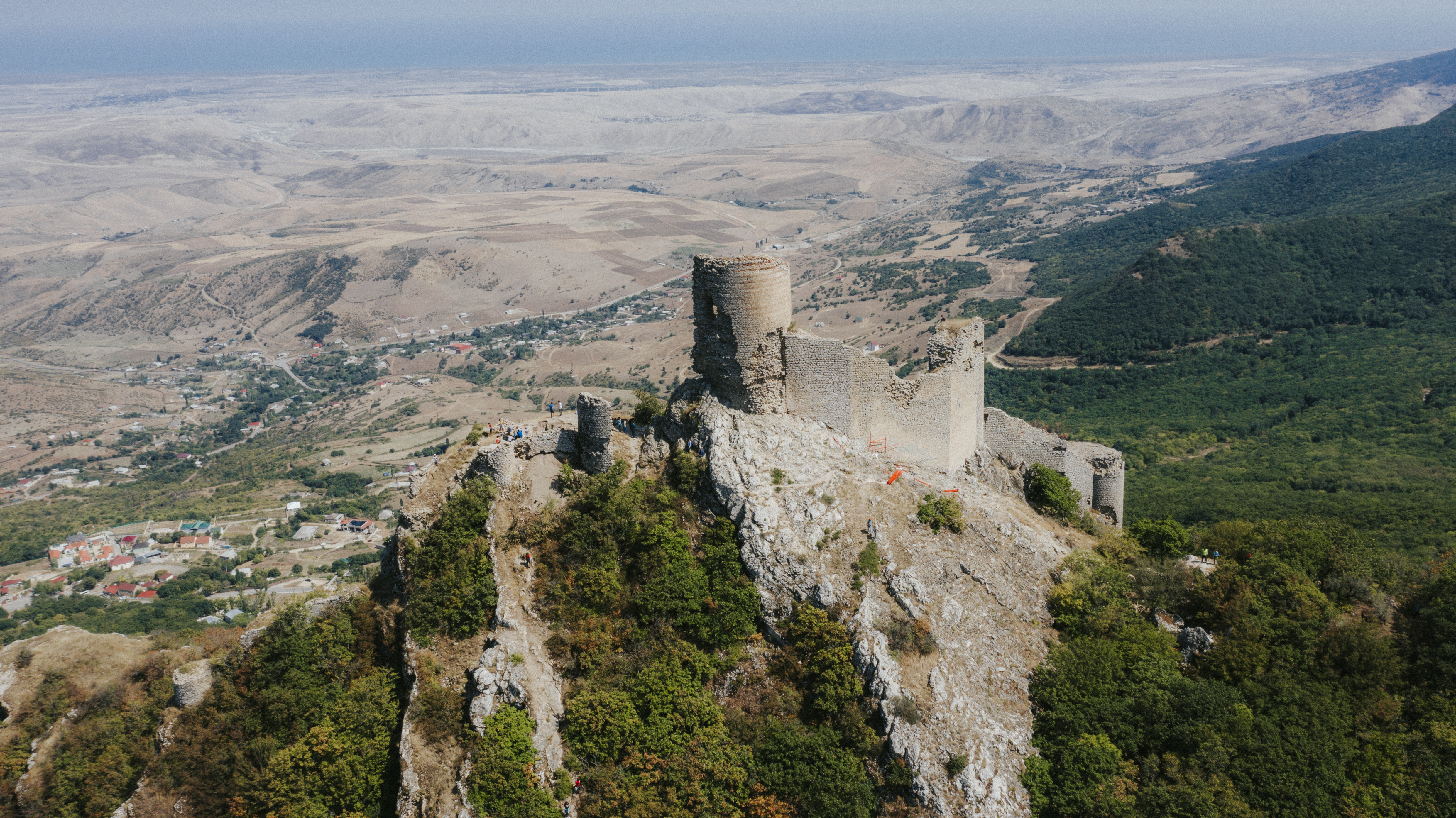
Общий вид крепости
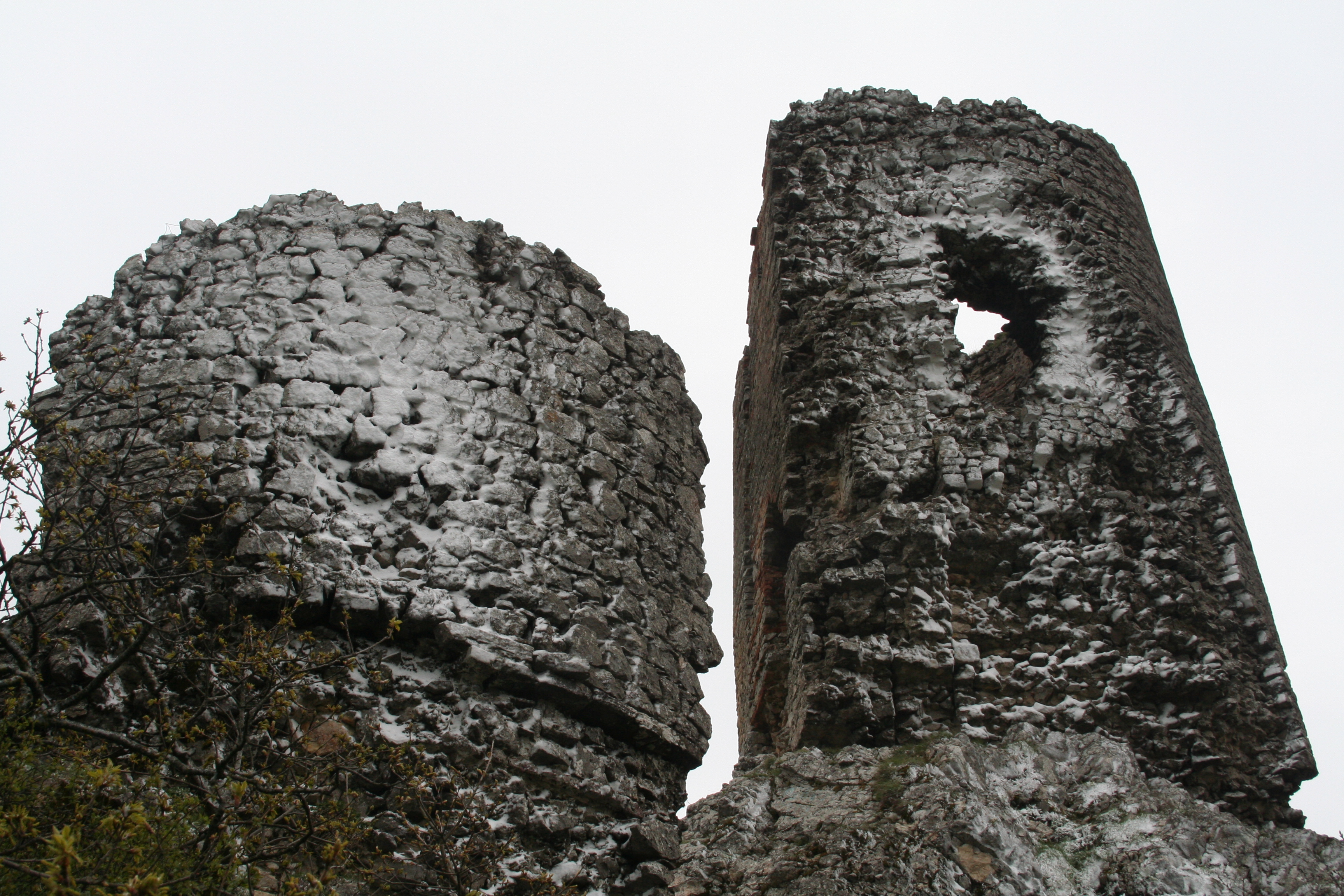
Главная башня крепости

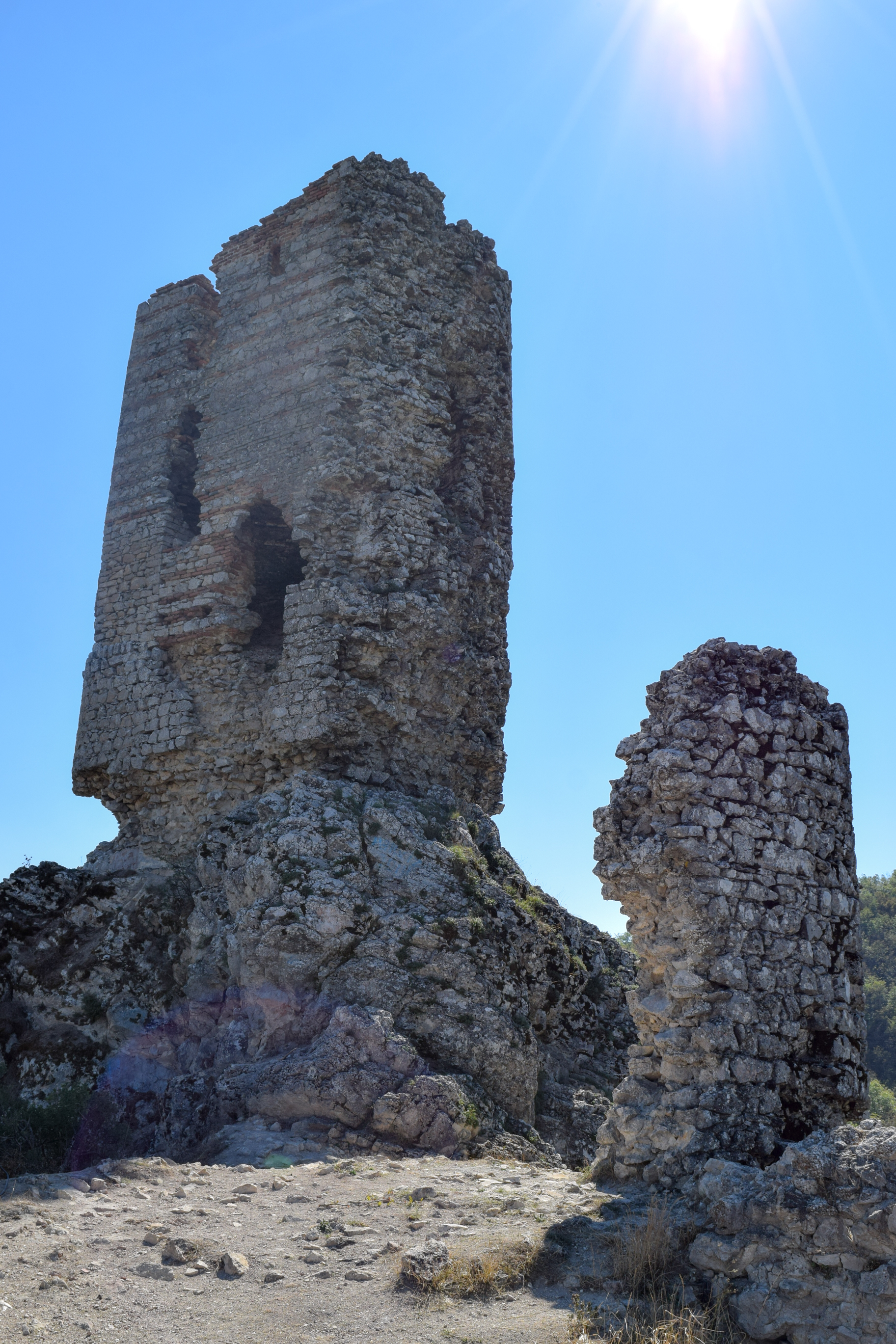
Главная башня крепости
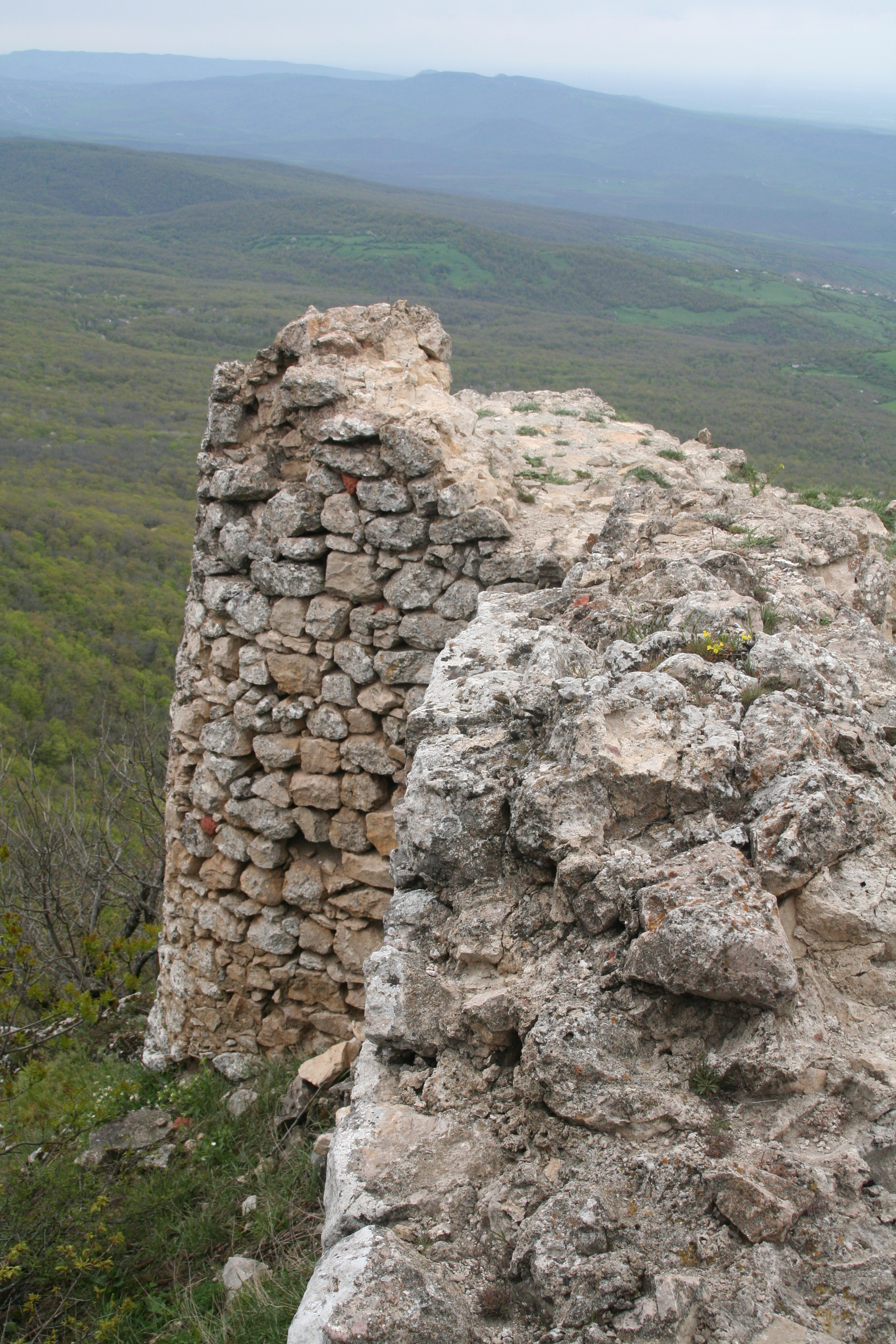
Часть крепостной стены
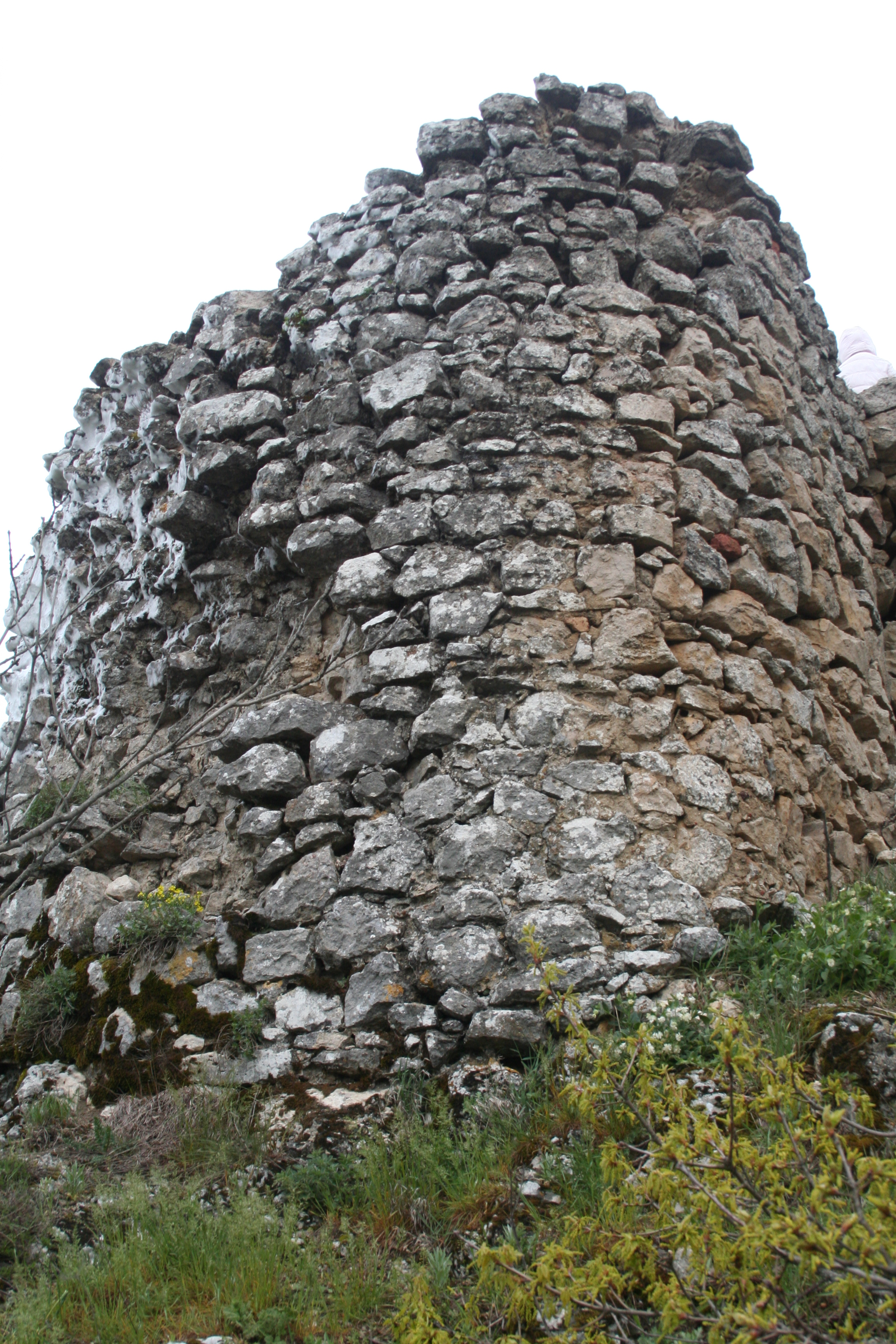
Часть крепостной стены